# Nanumanga
Nanumaga o Nanumanga es una isla, un atolón o un distrito de Tuvalu. Tiene un área aproximada de 3 km². Durante el año 1986 se convirtió en centro de debate entre los arqueólogos del Pacífico, quienes descubrieron las Cuevas sumergidas de Nanumanga, en las cuales encontraron presencia de fuego creado por habitantes pre históricos. Su economía está basada en el turismo su fauna salvaje es una gran atracción para el turismo. Aunque su vegetación es seca, su fauna es abundante.

## Geografía
Tiene tres lagunas, teniendo la mayor de ella, Vaiatoa, cuatro islas. Hay árboles y vegetación seca. 
El atolón tiene forma de huevo con dos cabos:
- Cabo Te Kaupapa en el norte
- Cabo Te Papa en el sur

### Demografía
De acuerdo al censo del año 2002, la población en el atolón era de 589 personas, distribuidas en dos localidades: Tonga (308 habitantes) y Tokelau (281 habitantes), al oeste del atolón.